# Liste der Baudenkmäler in Remlingen (Unterfranken)
Auf dieser Seite sind die Baudenkmäler in dem unterfränkischen Markt Remlingen zusammengestellt. Diese Tabelle ist eine Teilliste der Liste der Baudenkmäler in Bayern. Grundlage ist die Bayerische Denkmalliste, die auf Basis des Bayerischen Denkmalschutzgesetzes vom 1. Oktober 1973 erstmals erstellt wurde und seither durch das Bayerische Landesamt für Denkmalpflege geführt wird. Die folgenden Angaben ersetzen nicht die rechtsverbindliche Auskunft der Denkmalschutzbehörde.
 Diese Liste gibt den Fortschreibungsstand vom 15. April 2020 wieder und enthält 64 Baudenkmäler.

## Ensembles

### Ensemble Ortskern Remlingen
Das Ensemble umfasst den Ort etwa innerhalb seiner spätmittelalterlichen Befestigungslinie. – Aus einem karolingisch-ottonischen Königshof an der wichtigen West-Ost-Straße Frankfurt-Würzburg erwachsen, befand sich der Ort während des Mittelalters im Besitz der Grafen von Wertheim; seit dem späten 16. bzw. dem frühen 17. Jahrhundert war er zwischen der Grafschaft Castell und dem Hochstift Würzburg geteilt; diese Teilung ist an den beiden Herrschaftsschlössern am Ortsbild heute noch ablesbar. – Der rein bäuerliche Ort baut sich in Hanglage auf. Den höchsten Punkt nimmt das über einer hohen Stützmauer errichtete ehemalige Castellsche Schloss ein, in der Talniederung am Bach liegt die einst regelmäßige Vierflügelanlage des ehemaligen Würzburgischen Amtsschlosses, die im heutigen Baubestand nur mehr bruchstückhaft nachwirkt. Einen eigenen, abgeschlossenen Bezirk bildet die Pfarrkirche mit dem sie umgebenden Kirchhof, am Hang ebenfalls hochgelegen. Der Ortsgrundriss ist unregelmäßig und wird nur am Rand durch die Fernwege getragen, die sich hier kreuzen: die West-Ost-Straße bildet beim Talübergang einen Knick um das ehemalige Würzburgische Amtsschloss (Marktheidenfelder- und Würzburger Straße); die Nord-Süd-Straße führt vom ehemaligen Oberen Tor entlang der Stützmauer des ehemaligen Castellschen Schlosses zum Marktplatz; sie verbindet sich dann mit der Würzburger Straße, von der sie sich erst außerhalb des Ortes in Richtung Holzkirchen wieder trennt. Der Ort besaß also drei Tore, von denen keines mehr steht. Der Hauptteil des Dorfes entwickelt sich, von den Fernwegen abgewandt, entlang unregelmäßigen Gassenführungen nach Osten (Untere, Lange und Hintere Gasse); es findet seine Mitte in dem kleinen, steil ansteigenden, vom barocken Rathausbau beherrschten Marktplatz. Die Gassen sind ausnahmslos von Bauernhöfen gesäumt, die der Straße jeweils ihr Wohngebäude in Giebelstellung zuwenden. Es handelt sich um heute meist verputzte Fachwerkhäuser des 18. Jahrhunderts. Die häufig auftretende Jahreszahl 1710 lässt auf einen Wiederaufbau nach einem Ortsbrand schließen. Die noch relativ hohe Anzahl historischer Häuser zeichnet den Ort aus. Umgrenzung: Weg und Straße vom ehemaligen Schäferstor entlang der Ortsmauer nach Nordosten zum ehemaligen Oberen Tor – Gottesackerweg nach Südosten – Dorfgraben nach Südwesten – Grundstücksgrenze in gerader Verbindung von Dorfgraben nach Nordwesten zum Anwesen Nr. 2. Aktennummer: E-6-79-177-1.

## Ortsbefestigung
Ein Teilstück der spätmittelalterlichen Ortsmauer ist auf der Nordseite zwischen Pfarrgarten und ehemaligen Castellschem Schloss (einschließlich) erhalten. Aktennummer: D-6-79-177-1.

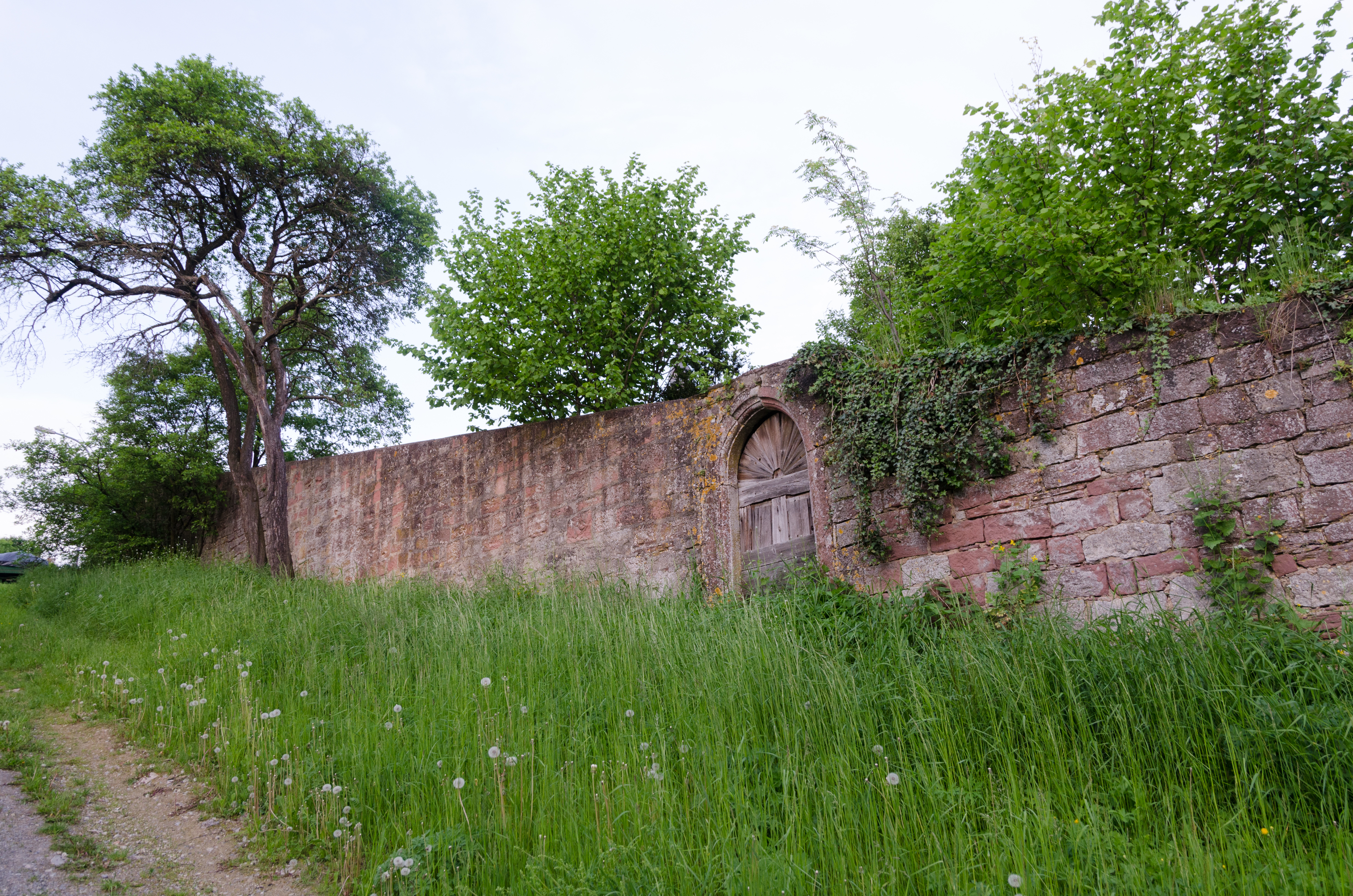
Mauerabschnitt nördlich Am alten Keller 7
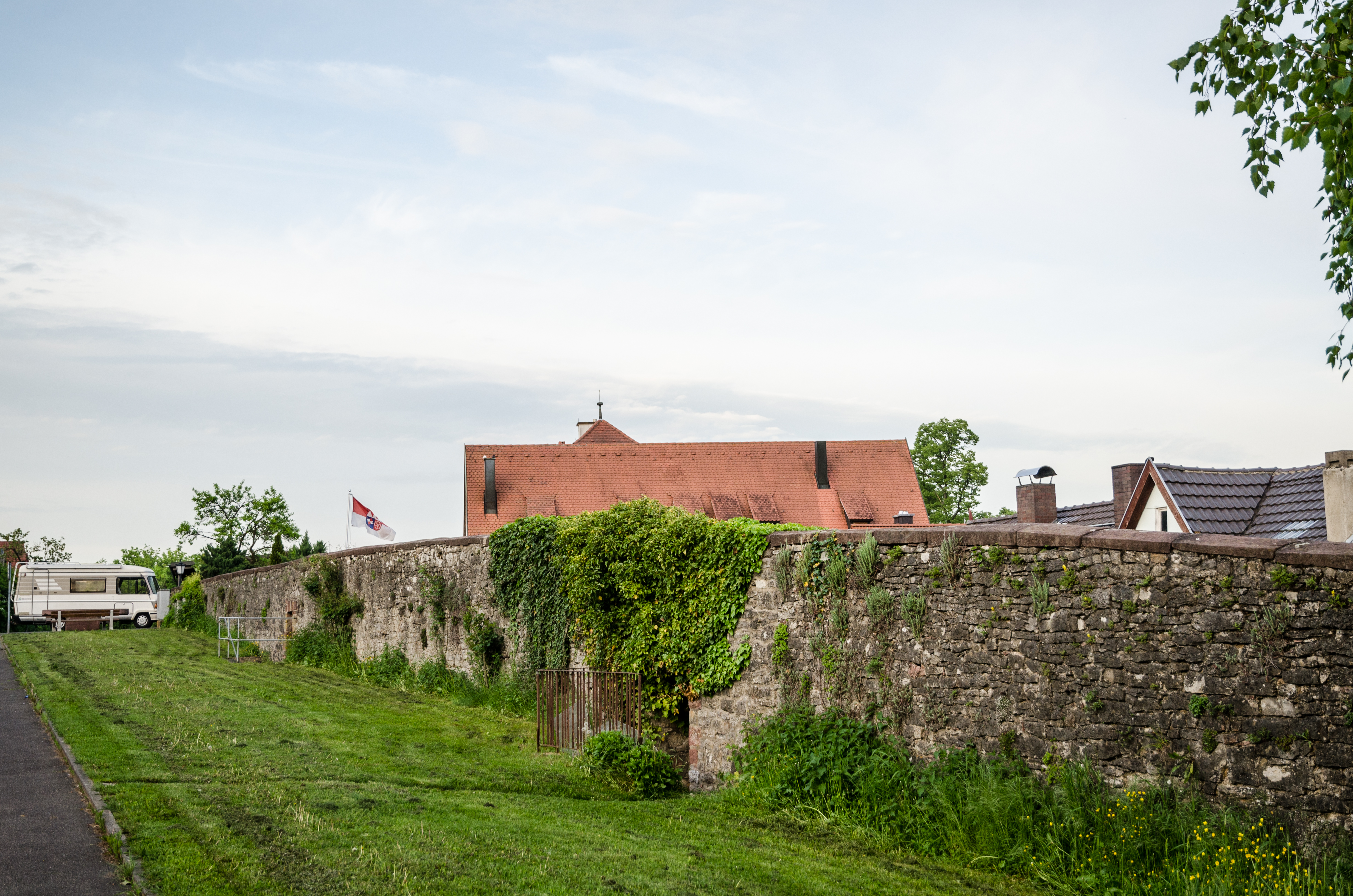
Mauerabschnitt nördlich Am Kies 34-20 (gerade Nummern)
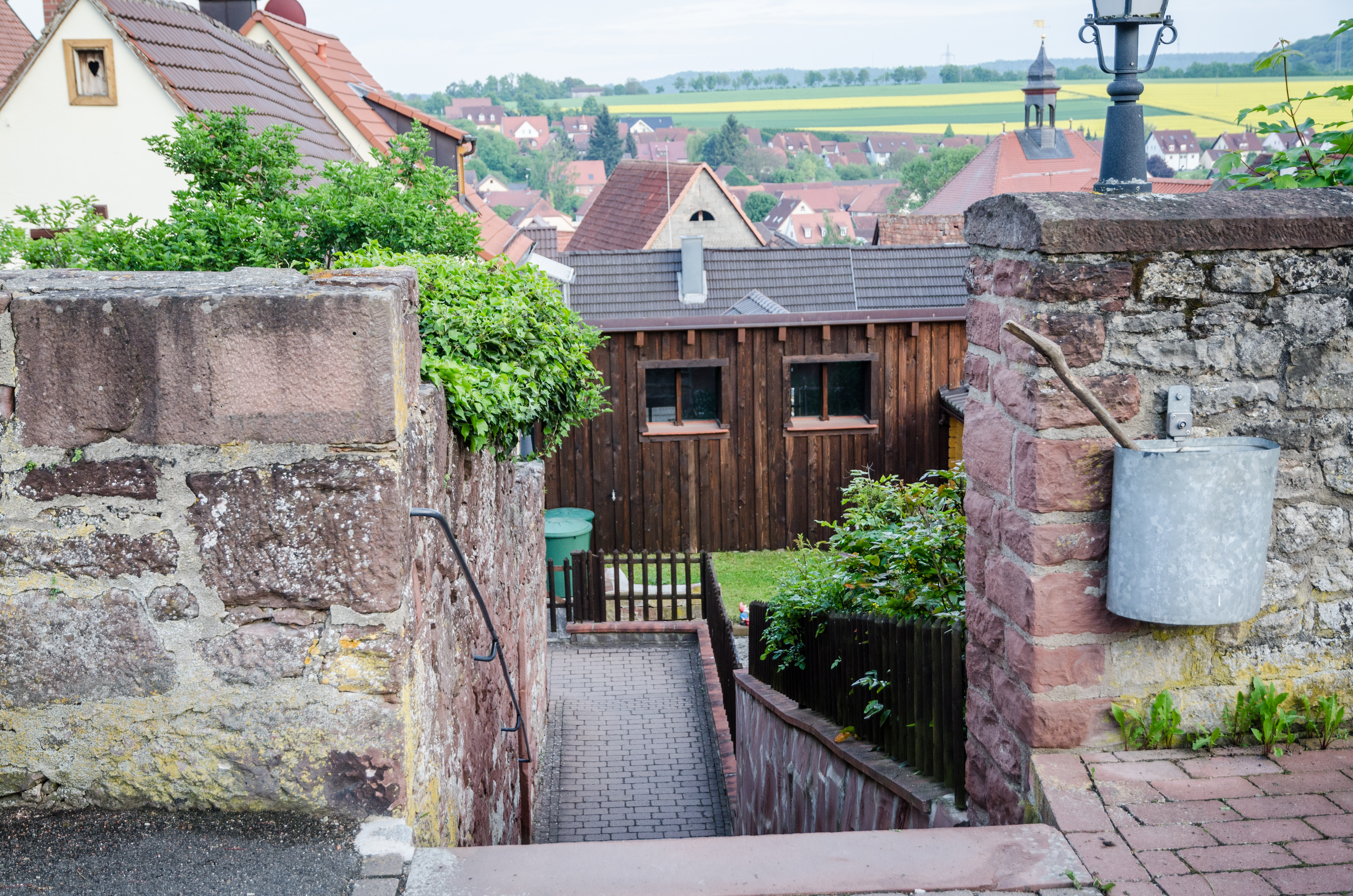
Mauerdurchbruch bei Schlossberg
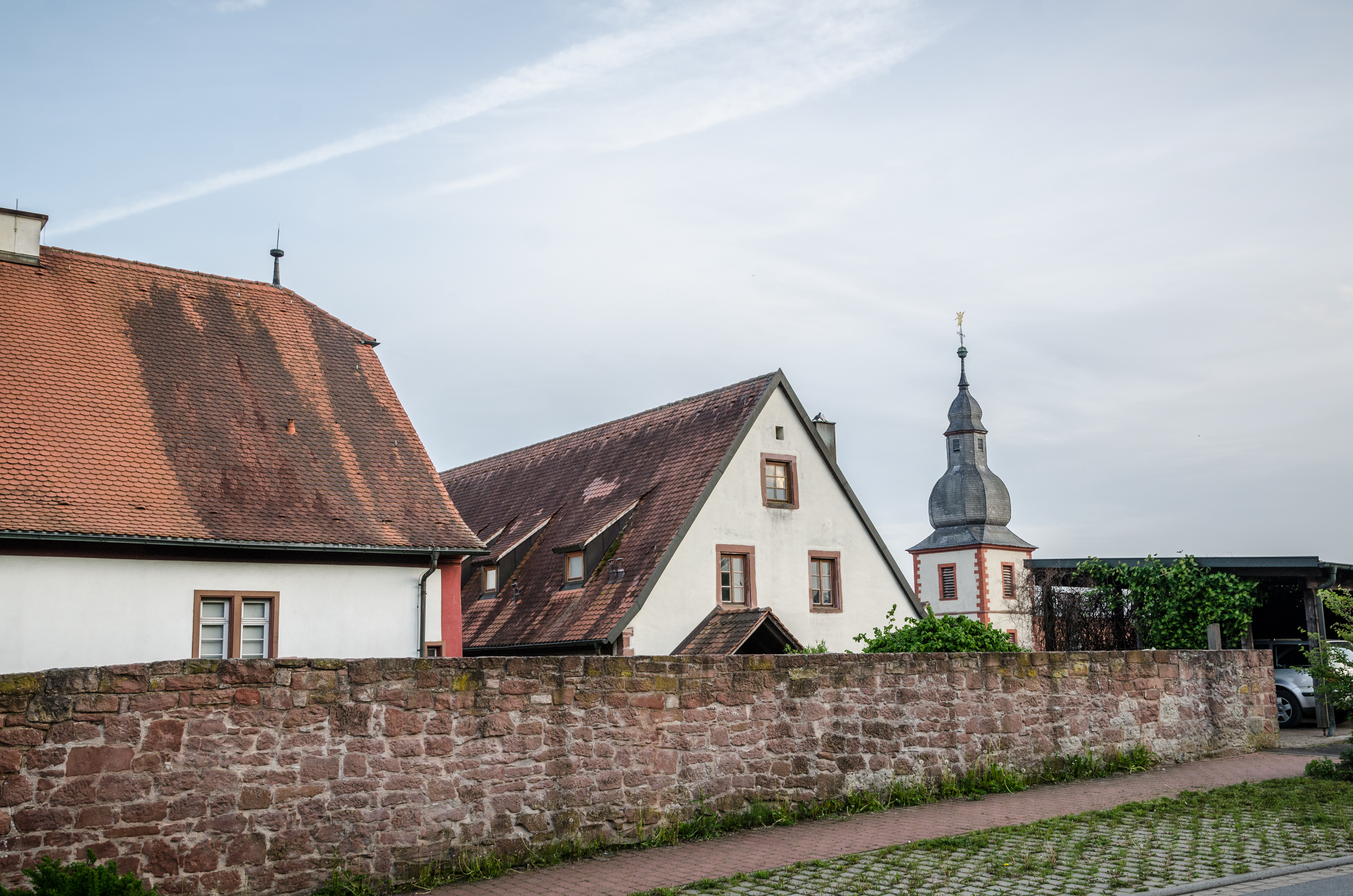
Mauerabschnitt nördlich Schloss 1 und 3
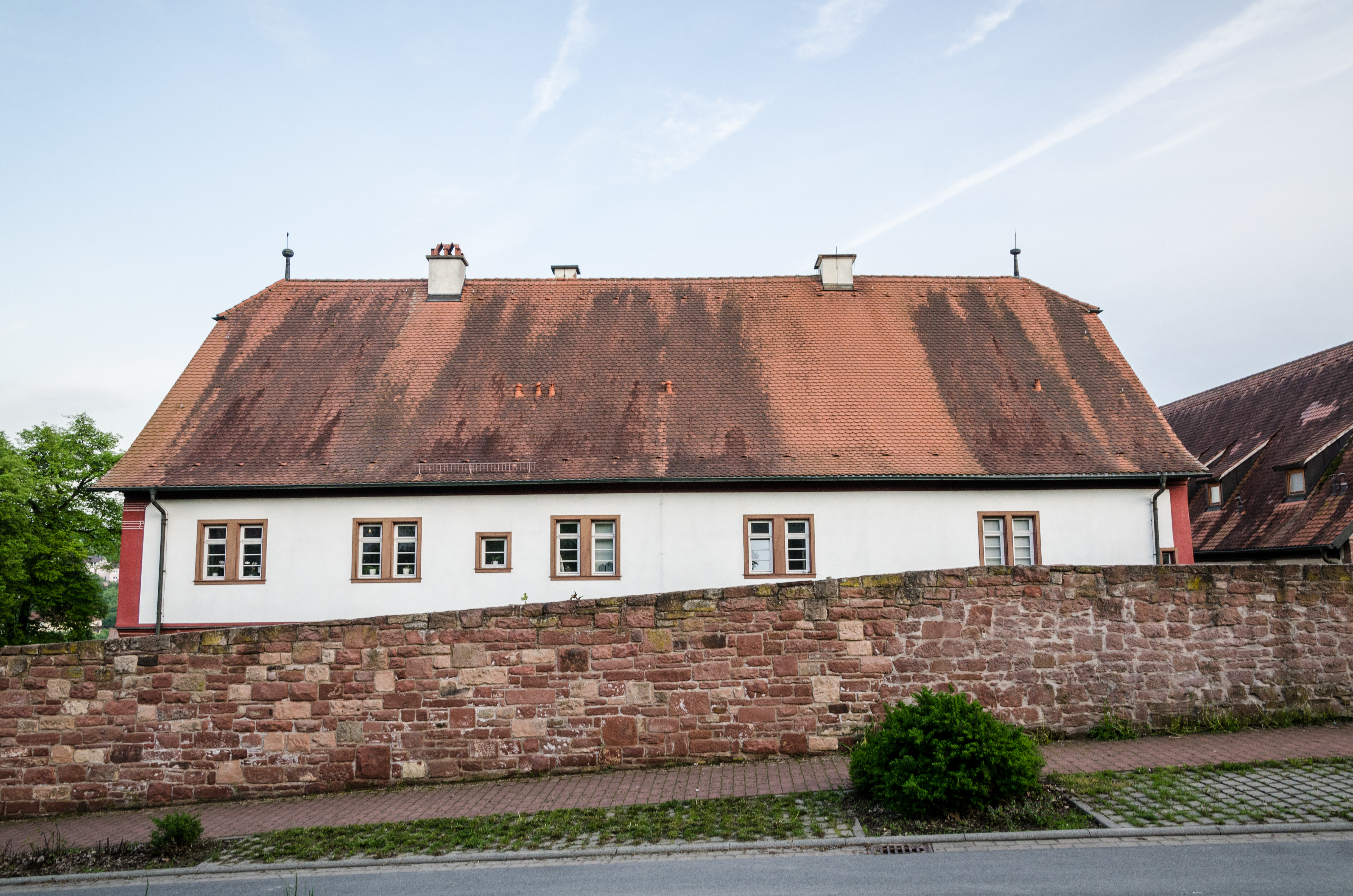
Mauerabschnitt nördlich Schloss 3
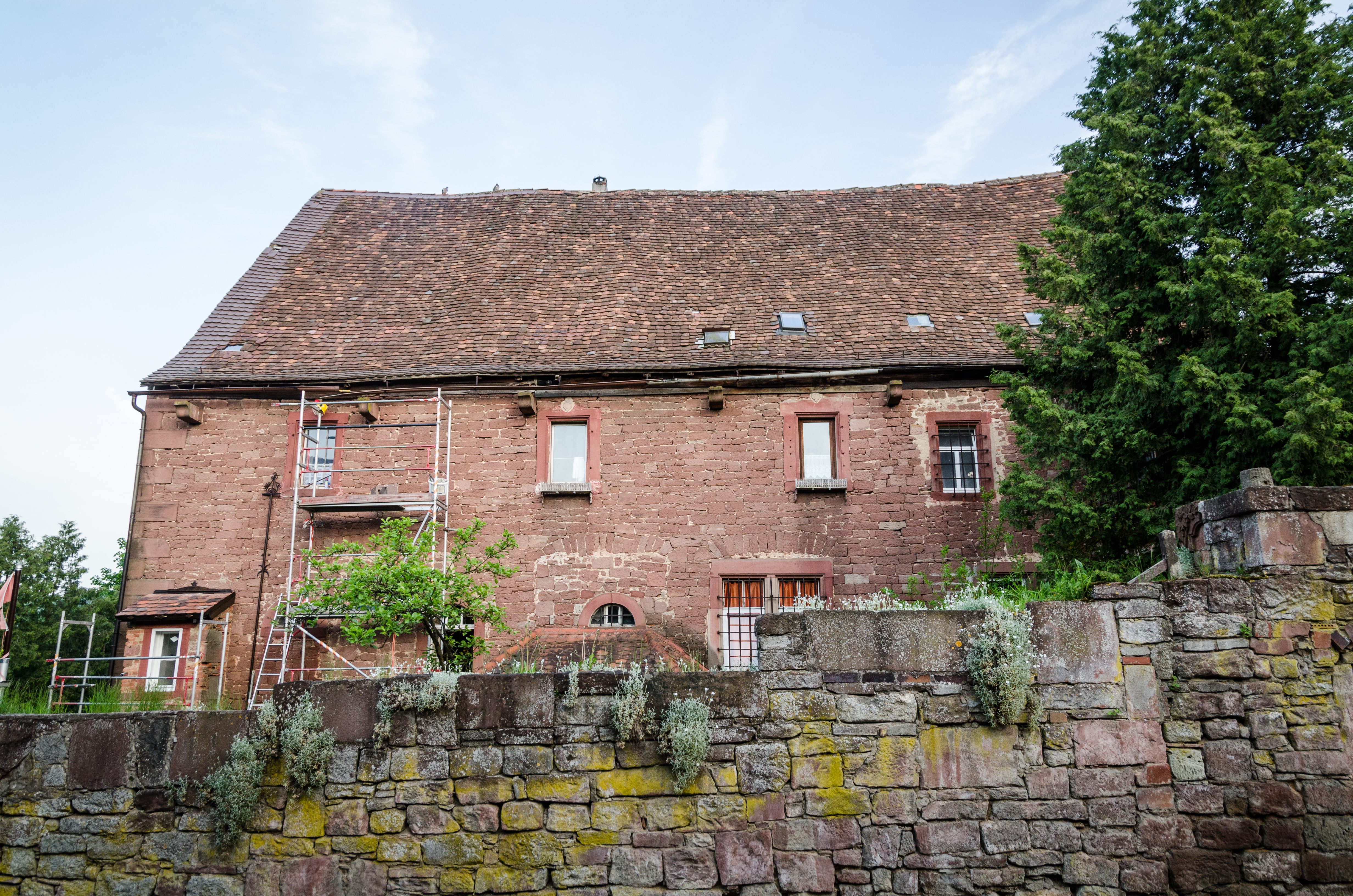
Mauerabschnitt nördlich Schloss 5

## Baudenkmäler nach Ortsteilen

### Remlingen
| Lage                                                  | Objekt                                          | Beschreibung | Akten-Nr.     | Bild                 |
| ----------------------------------------------------- | ----------------------------------------------- | --- | ------------- | -------------------- |
| Altes Schloß 6 (Standort)                             | Ehemaliges Würzburger Schloss                   | Ursprünglich spätmittelalterliche, regelmäßige Vierflügelanlage, um 1400, nach 1408 erweitert, jetzt in Bauernanwesen zerteilt und gänzlich umgestaltet. Erhalten sind verbaute Reste des Schlosses, drei runde Ecktürme und Teile der Befestigungsanlagen | D-6-79-177-2  | BW                   |
| Alte Würzburger Straße 30, am Spielberg (Standort)    | Gedenkkreuz                                     | Sandstein, bezeichnet „1826“ | D-6-79-177-77 | BW                   |
| Am Alten Keller 7 (Standort)                          | Evangelisch-lutherisches Pfarrhaus              | Zweigeschossiger Halbwalmdachbau, massiv und verputzt, im Kern 17.–19. Jahrhundert, erneuert | D-6-79-177-3  | BW                   |
| Am Alten Keller 12 (Standort)                         | Wohnhaus                                        | Zweigeschossiger Satteldachbau, Fachwerk verputzt, 18. Jahrhundert | D-6-79-177-4  | BW                   |
| Am Karussell 22 a (Standort)                          | Keller                                          | L-förmige Anlage, Sandsteintonnengewölbe, wohl frühes 19. Jahrhundert | D-6-79-177-80 | BW                   |
| Am Kies 1 (Standort)                                  | Wohnhaus                                        | Zweigeschossiger Fachwerkbau mit Satteldach, bezeichnet „1792“ | D-6-79-177-5  | weitere Bilder       |
| Am Kies 5 (Standort)                                  | Wohnhaus                                        | Eingeschossiger, giebelständiger Frackdachbau, Fachwerk verputzt, 18./19. Jahrhundert | D-6-79-177-7  | weitere Bilder       |
| Am Kies 7 (Standort)                                  | Ehemaliges Schulhaus                            | Zweigeschossiger Satteldachbau aus Rotsandsteinquadern, Fensterbankgesimse, Freitreppe, 1845/46 | D-6-79-177-81 | Ehemaliges Schulhaus |
| Am Kies 11 (Standort)                                 | Evangelisch-lutherische Pfarrkirche St. Andreas | Viergeschossiger Chorturm im Unterbau und Sakristeianbau mittelalterlich, darüber nach 1710 und 1768, Langhaus mit Satteldach nach 1710, Treppenrundturm, mit Ausstattung | D-6-79-177-8  | weitere Bilder       |
| Am Kies 11 (Standort)                                 | Kirchhofmauer                                   | | D-6-79-177-8  | BW                   |
| Bocksgasse 8 (Standort)                               | Wohnhaus                                        | Zweigeschossiger, giebelständiger Satteldachbau, Fachwerk verputzt, Giebelseite mit drei Wetterdächern, 18. Jahrhundert | D-6-79-177-12 | weitere Bilder       |
| Ellbogengasse 4 (Standort)                            | Wohnhaus                                        | Zweigeschossiger Satteldachbau in Ecklage, Obergeschoss seitlich vorkragend, Fachwerk verputzt, 18. Jahrhundert | D-6-79-177-13 | weitere Bilder       |
| Ellbogengasse 9 (Standort)                            | Wohnhaus                                        | Zweigeschossiger, giebelständiger Satteldachbau, Fachwerk verputzt, 18. Jahrhundert | D-6-79-177-14 | weitere Bilder       |
| Ellbogengasse 12 (Standort)                           | Wohnhaus                                        | Zweigeschossiger, giebelständiger Satteldachbau, Fachwerk verputzt, 18. Jahrhundert | D-6-79-177-15 | weitere Bilder       |
| Hintere Gasse 1 (Standort)                            | Wohnhaus                                        | Zweigeschossiger Satteldachbau, Fachwerk verputzt, bezeichnet „1770“ | D-6-79-177-16 | weitere Bilder       |
| Hintere Gasse 4 (Standort)                            | Wohnhaus                                        | Zweigeschossiger, traufständiger Satteldachbau mit seitlicher Toreinfahrt, Rotsandstein, Fachwerkgiebel, klassizistisch, 1843 | D-6-79-177-17 | weitere Bilder       |
| Hintere Gasse 13 (Standort)                           | Wohnhaus                                        | Zweigeschossiger Satteldachbau, Fachwerk verputzt, am freiliegenden Eckpfosten bezeichnet „1710“ | D-6-79-177-19 | BW                   |
| Hintere Gasse 18 (Standort)                           | Wohnhaus                                        | Zweigeschossiger, giebelständiger Satteldachbau, Fachwerk verputzt, 18. Jahrhundert | D-6-79-177-20 | BW                   |
| Höhberg (Standort)                                    | Weinberghüterhäuschen                           | Eingeschossiger Mansardwalmdachbau, massiv und verputzt, mit geohrten und profilierten Sandsteinrahmungen, 18. Jahrhundert | D-6-79-177-75 | BW                   |
| Lange Gasse 2 (Standort)                              | Wohnhaus                                        | Zweigeschossiger, giebelständiger Satteldachbau, Fachwerk, bezeichnet „1710“ | D-6-79-177-21 | weitere Bilder       |
| Lange Gasse 3 (Standort)                              | Wohnhaus                                        | Zweigeschossiger, giebelständiger Satteldachbau, Fachwerk verputzt, 18. Jahrhundert | D-6-79-177-22 | weitere Bilder       |
| Lange Gasse 5 (Standort)                              | Wohnhaus                                        | Zweigeschossiger, giebelständiger Satteldachbau, Fachwerk, 18. Jahrhundert | D-6-79-177-23 | weitere Bilder       |
| Lange Gasse 10 (Standort)                             | Wohnhaus                                        | Zweigeschossiger, giebelständiger Satteldachbau, Fachwerk, 18. Jahrhundert | D-6-79-177-26 | weitere Bilder       |
| Lange Gasse 12 (Standort)                             | Wohnhaus                                        | Giebelständiger Satteldachbau, Sockelgeschoss Sandstein, Obergeschoss und Giebel Fachwerk, 18. Jahrhundert, Dachfensterausbau | D-6-79-177-28 | BW                   |
| Lange Gasse 15 (Standort)                             | Wohnhaus                                        | Zweigeschossiger, giebelständiger Satteldachbau, Fachwerk | D-6-79-177-29 | weitere Bilder       |
| Lange Gasse 15 (Standort)                             | Nebengebäude                                    | Fachwerkbau mit Pultdach, 18. Jahrhundert | D-6-79-177-29 | BW                   |
| Lange Gasse 18 (Standort)                             | Wohnhaus                                        | Zweigeschossiger, giebelständiger Satteldachbau, Fachwerk verputzt, 18. Jahrhundert | D-6-79-177-30 | BW                   |
| Lange Gasse 19 (Standort)                             | Wohnhaus                                        | Zweigeschossiger, giebelständiger Satteldachbau, Fachwerk verputzt, im Kern 1534 (dendrochronologisch datiert) | D-6-79-177-31 | weitere Bilder       |
| Lange Gasse 19 (Standort)                             | Zwei Nebengebäude                               | Fachwerk, Satteldach, vorderes Nebengebäude mit Dachüberstand zum Hof, 18. Jahrhundert | D-6-79-177-31 | weitere Bilder       |
| Lange Gasse 21 (Standort)                             | Wohnhaus                                        | Zweigeschossiger, giebelständiger Satteldachbau, Fachwerk verputzt, 18. Jahrhundert | D-6-79-177-32 | weitere Bilder       |
| Marktheidenfelder Straße 1 (Standort)                 | Ehemaliges Amtshaus                             | Zweigeschossiger Massivbau in Ecklage mit gefugten Eckpilastern und Mansardhalbwalmdach, 17. Jahrhundert, im 18. Jahrhundert teilweise verändert | D-6-79-177-33 | weitere Bilder       |
| Marktheidenfelder Straße 2 (Standort)                 | Wohnhaus                                        | Zweigeschossiger Walmdachbau aus Fachwerk auf hohem Sockel, 18./19. Jahrhundert | D-6-79-177-34 | weitere Bilder       |
| Marktheidenfelder Straße 6 (Standort)                 | Wohnhaus                                        | Zweigeschossiger, giebelständiger Fachwerkbau mit hohem Kellersockel und Satteldach, bezeichnet „1710“ | D-6-79-177-36 | weitere Bilder       |
| Marktheidenfelder Straße 8 (Standort)                 | Wohnhaus mit Toreinfahrt                        | Zweigeschossiger Walmdachbau in Ecklage, Fachwerk verputzt, bezeichnet „1712“ | D-6-79-177-37 | BW                   |
| Marktheidenfelder Straße 9 (Standort)                 | Wohnhaus                                        | Zweigeschossiger Satteldachbau in Ecklage, Fachwerk verputzt, 18. Jahrhundert | D-6-79-177-38 | weitere Bilder       |
| Marktheidenfelder Straße 11 (Standort)                | Wohnhaus                                        | Zweigeschossiger, traufständiger Satteldachbau mit Eckanbau, Fachwerk verputzt, bezeichnet „1754“ | D-6-79-177-39 | weitere Bilder       |
| Marktheidenfelder Straße 13 (Standort)                | Wohnhaus                                        | Traufseitbau mit verputztem Fachwerkobergeschoss, bezeichnet „1818“ | D-6-79-177-40 | weitere Bilder       |
| Marktheidenfelder Straße 15 (Standort)                | Wohnhaus                                        | Zweigeschossiger, giebelständiger Satteldachbau, Fachwerk verputzt, 18./19. Jahrhundert | D-6-79-177-41 | weitere Bilder       |
| Marktheidenfelder Straße 17 (Standort)                | Wohnhaus                                        | Zweigeschossiger, giebelständiger Satteldachbau, Fachwerk verputzt, bezeichnet „1804“, teilweise modernisiert | D-6-79-177-42 | weitere Bilder       |
| Marktheidenfelder Straße 18 (Standort)                | Wohnhaus                                        | Zweigeschossiger, giebelständiger Satteldachbau aus Fachwerk mit Kellerhals, Obergeschoss auf der Traufseite zum Hof auskragend, bezeichnet „1710“ | D-6-79-177-43 | weitere Bilder       |
| Marktheidenfelder Straße 22 (Standort)                | Wohnhaus                                        | Zweigeschossiger, giebelständiger Satteldachbau, Obergeschoss und Giebel Zierfachwerk, um 1900 | D-6-79-177-45 | BW                   |
| Marktheidenfelder Straße 24 (Standort)                | Wohnhaus                                        | Zweigeschossiger, giebelständiger Satteldachbau, Fachwerk verputzt, 18. Jahrhundert | D-6-79-177-46 | BW                   |
| Marktheidenfelder Straße 26 (Standort)                | Wappenstein                                     | Sandstein, gekröntes Wappen mit stilisierten Straußenfedern als Schildhalter, darunter Inschriftkartusche, bezeichnet „1698“ | D-6-79-177-47 | weitere Bilder       |
| Marktplatz 1 (Standort)                               | Rathaus                                         | Zweigeschossiger Mansardwalmdachbau, massiv und verputzt, mit oktogonalem Dachreiter, Freitreppe, 1729 | D-6-79-177-49 | weitere Bilder       |
| Marktplatz 1 (Standort)                               | Pranger                                         | Mit Halsring aus Eisen und Sandsteinkonsole | D-6-79-177-49 | BW                   |
| Marktplatz 4 (Standort)                               | Wohnhaus                                        | Zweigeschossiger, giebelständiger Halbwalmdachbau auf massivem Hochkeller, Fachwerk verputzt, um 1800 | D-6-79-177-51 | BW                   |
| Marktplatz 5 (Standort)                               | Wohnhaus                                        | Zweigeschossiger, giebelständiger Satteldachbau, Fachwerk verputzt, 18. Jahrhundert | D-6-79-177-52 | BW                   |
| Marktplatz 6 (Standort)                               | Wohnhaus                                        | Zweigeschossiger Traufseitbau mit Fachwerkobergeschoss, 18./19. Jahrhundert | D-6-79-177-53 | weitere Bilder       |
| Marktplatz 7 (Standort)                               | Eckpfosten des Vorgängerbaus                    | Bezeichnet „1710“ | D-6-79-177-54 | BW                   |
| Marktplatz 8 (Standort)                               | Gasthof zum Goldenen Löwen                      | Zweigeschossiger Satteldachbau in Ecklage, massiver Hochkeller, Obergeschosse Fachwerk mit Erker, Traufseite verputzt, zweigeschossiger Seitenflügel mit Satteldach, Fachwerk verputzt, bezeichnet „1710“, Wirtshausschild, bezeichnet „1711“ | D-6-79-177-55 | weitere Bilder       |
| Marktplatz 9 (Standort)                               | Querbalken                                      | mit Inschrift 1711 | D-6-79-177-56 | BW                   |
| Nähe Ansbacher Weg (Standort)                         | Wegkreuz                                        | Sandstein, Schaft mit Pietà auf Stufenfundament, bezeichnet „1521“ | D-6-79-177-48 | BW                   |
| Nähe Birkenfelder Straße (Standort)                   | Friedhof                                        | In der Friedhofsmauer Kreuze und Grabsteine des 18./19. Jahrhundert | D-6-79-177-76 | BW                   |
| Nähe Birkenfelder Straße (Standort)                   | Friedhofskreuz                                  | Bezeichnet „1876“ | D-6-79-177-76 | weitere Bilder       |
| Nähe Birkenfelder Straße (Standort)                   | Gefallenendenkmal für 1866                      | | D-6-79-177-76 | BW                   |
| Nähe Birkenfelder Straße (Standort)                   | Gefallenendenkmal für 1914/18                   | Erweitert für 1939/45 | D-6-79-177-76 | BW                   |
| Schloss 1, 3, 5, 6; Schlossberg 2 (Standort)          | Ehemaliges Castellsches Schloss                 | Gruppe von Bauten auf terrassiertem Gelände über hoher Stützmauer. - Schloss 1, ehemaliger Ökonomiebau, zweigeschossiger Massivbau mit Satteldach 16./17. Jahrhundert - Schlossberg 2, ehemaliges Amtshaus, zweigeschossiger Fachwerkbau über Hakengrundriss, mit rundem Treppenturm und Krüppelwalmdach, bezeichnet „1536“ - Schloss 3, Weißer Bau, breiter, dreigeschossiger Halbwalmdachbau, das oberste Geschoss Fachwerk, bezeichnet „1563“, mit Einfriedungsmauer - Schloss 5, Roter Bau, zweigeschossiger Satteldachbau mit Treppenturm und Altane, Rotsandstein, bezeichnet „1578“ und „1683“ - Schloss 6, Schlossscheune, Giebel Fachwerk verputzt, 16./17. Jahrhundert, Wohngebäude, Obergeschoss Fachwerk, Walmdach, 16. /17. Jahrhundert - Wohngebäude, Obergeschoss Fachwerk, Walmdach, 16./17. Jh. | D-6-79-177-57 | weitere Bilder       |
| Schloßberg 1 (Standort)                               | Wohnhaus                                        | Zweigeschossiger Fachwerkbau, Satteldach mit Giebel zur Schloßgasse, 18. Jahrhundert | D-6-79-177-58 | weitere Bilder       |
| Schloßgasse 2, sogenanntes Hirschengelände (Standort) | Wohnhaus mit Scheune und Nebengebäude           | Traufseithaus, Fachwerk verputzt, bezeichnet „1711“ | D-6-79-177-60 | BW                   |
| Schloßgasse 14 (Standort)                             | Wohnhaus                                        | Zweigeschossiger, traufständiger Satteldachbau, verputzt, bezeichnet „1710“ | D-6-79-177-63 | weitere Bilder       |
| Schloßgasse 18 (Standort)                             | Wohnhaus                                        | Zweigeschossiger, giebelständiger Satteldachbau, Fachwerk verputzt, 18. Jahrhundert | D-6-79-177-65 | weitere Bilder       |
| Untere Gasse 1 (Standort)                             | Wohnhaus, ehemaliges Castell’sches Amtshaus     | zweigeschossiger, verputzter Mansardhalbwalmdachbau, um 1715; Kelleranlage mit Holzsubstruktion, 1577 (dendrochronologisch datiert) und Malereifragmenten | D-6-79-177-66 | weitere Bilder       |
| Untere Gasse 10 (Standort)                            | Wohnhaus                                        | Zweigeschossiger, giebelständiger Satteldachbau, Fachwerk verputzt, 18. Jahrhundert | D-6-79-177-68 | BW                   |
| Untere Gasse 15 (Standort)                            | Giebelhaus                                      | Fachwerk, bezeichnet „1710“ | D-6-79-177-70 | weitere Bilder       |
| Untere Gasse 16 (Standort)                            | Ehemalige Schmiede                              | Zweigeschossiger, giebelständiger Satteldachbau, seitlicher Anbau mit Toreinfahrt und Satteldach, Fachwerk verputzt, 18. Jahrhundert | D-6-79-177-71 | BW                   |
| Untere Gasse 18 (Standort)                            | Wohnhaus                                        | Zweigeschossiger, traufständiger Satteldachbau mit Toreinfahrt, Fachwerk verputzt, 18. Jahrhundert | D-6-79-177-72 | weitere Bilder       |
| Würzburger Straße 1 (Standort)                        | Wohnhaus                                        | Zweigeschossiger, giebelständiger Satteldachbau, Fachwerk verputzt, 18. Jahrhundert | D-6-79-177-73 | weitere Bilder       |
| Würzburger Straße 7 (Standort)                        | Wohnhaus                                        | Eingeschossiger, giebelständiger Satteldachbau über Kellergeschoss, Fachwerk verputzt, 18. Jahrhundert | D-6-79-177-74 | BW                   |

### Holzmühle
| Lage                                 | Objekt    | Beschreibung | Akten-Nr.     | Bild |
| ------------------------------------ | --------- | --- | ------------- | ---- |
| Holzmühle 1, 2, 3, 3 a, 4 (Standort) | Holzmühle | Mühlengebäude, zweigeschossiger Sandsteinquaderbau mit Satteldach, bezeichnet mit „1854“ und „1856“, mit oberschlächtigem Mühlrad; mit technischer Ausstattung; | D-6-79-177-79 | BW   |
| Holzmühle 1, 2, 3, 3 a, 4 (Standort) | Holzmühle | Schweinestall und Scheune mit Keller, bezeichnet mit „1737“ | D-6-79-177-79 | BW   |

## Ehemalige Baudenkmäler
In diesem Abschnitt sind Objekte aufgeführt, die früher einmal in der Denkmalliste eingetragen waren, jetzt aber nicht mehr. Objekte, die in anderem Zusammenhang also z. B. als Teil eines Baudenkmals weiter eingetragen sind, sollen hier nicht aufgeführt werden. Aktennummern in diesem Abschnitt sind ehemalige, jetzt nicht mehr gültige Aktennummern.

| Lage                                             | Objekt                     | Beschreibung                                                                                              | Akten-Nr.     | Bild |
| ------------------------------------------------ | -------------------------- | --- | ------------- | ---- |
| Remlingen Am Kies 3 (Standort)                   | Wohnhaus                   | Eingeschossiger, giebelständiger Satteldachbau, Fachwerk verputzt, am Giebel Wetterdach, 18. Jahrhundert  | D-6-79-177-6  | BW   |
| Remlingen Am Kies 22 (Standort)                  | Wohnhaus                   | Eingeschossiger, giebelständiger Satteldachbau mit Fachwerkgiebel, 18. Jahrhundert, Erdgeschoss verändert | D-6-79-177-10 | BW   |
| Remlingen Am Kies 26 (Standort)                  | Wohnhaus                   | Eingeschossiger, giebelständiger Satteldachbau mit Fachwerkgiebel, 18. Jahrhundert                        | D-6-79-177-11 | BW   |
| Remlingen Hintere Gasse 7 (Standort)             | Eingeschossiges Giebelhaus | Fachwerk verputzt, 18. Jahrhundert                                                                        | D-6-79-177-18 | BW   |
| Remlingen Lange Gasse 7 (Standort)               | Giebelhaus                 | Fachwerk verputzt, 18. Jahrhundert                                                                        | D-6-79-177-25 | BW   |
| Remlingen Lange Gasse 11 (Standort)              | Wohnhaus                   | Zweigeschossiger, giebelständiger Satteldachbau, Fachwerk verputzt, 18. Jahrhundert                       | D-6-79-177-27 | BW   |
| Remlingen Marktheidenfelder Straße 3 (Standort)  | Halbwalmdachhaus           | Fachwerk verputzt, 18. Jahrhundert                                                                        | D-6-79-177-35 | BW   |
| Remlingen Marktheidenfelder Straße 20 (Standort) | Traufseithaus              | Fachwerk verputzt, 18./19. Jahrhundert                                                                    | D-6-79-177-44 | BW   |
| Remlingen Schloßgasse 4 (Standort)               | Giebelhaus                 | Fachwerk verputzt, 18. Jahrhundert                                                                        | D-6-79-177-61 | BW   |
| Remlingen Untere Gasse 18 (Standort)             | Toreinfahrt                | | D-6-79-177-72 | BW   |
| Holzmühle alte Haus-Nr. 199 (Standort)           | Inschriftstein             | bezeichnet mit „1833“                                                                                     | D-6-79-177-78 | BW   |

## Abgegangene Baudenkmäler
In diesem Abschnitt sind Objekte aufgeführt, die früher einmal in der Denkmalliste eingetragen waren, jetzt aber nicht mehr existieren, z. B. weil sie abgebrochen wurden. Aktennummern in diesem Abschnitt sind ehemalige, jetzt nicht mehr gültige Aktennummern.

| Lage                            | Objekt     | Beschreibung                       | Akten-Nr.    | Bild |
| ------------------------------- | ---------- | ---------------------------------- | ------------ | ---- |
| Remlingen Am Kies 12 (Standort) | Giebelhaus | Fachwerk verputzt, 18. Jahrhundert | D-6-79-177-9 | BW   |